# Hostinné
Hostinné (německy Arnau) je město v okrese Trutnov v Královéhradeckém kraji v severovýchodních Čechách. Hostinné leží v Krkonošském podhůří na soutoku řeky Labe s potokem Čistá. Žije zde přibližně 4 200 obyvatel. Hostinné patří k nejstarším sídlům v Podkrkonoší, později bylo centrem papírenského průmyslu. Historické jádro je od roku 1990 chráněno jako městská památková zóna.

## Historie města
Město Hostinné/Arnau má dlouhou historii. Na jeho místě byla prastará osada, existující již v době hradištní. Vlastní město bylo založeno v kolonizační době za panování Přemysla Otakara II. Poprvé se v písemných pramenech město připomíná v roce 1270 pod názvem Arnau – Orlí hnízdo.
Král Jan Lucemburský dal město jako panský statek roku 1316 míšeňskému šlechtici Půtovi z Turgova. Turgovští měli panství v zástavě až do konce 50. let 14. století. V roce 1359 syn krále Jana Lucemburského a pozdější římský císař Karel IV. věnoval Hostinné/Arnau magdeburskému purkrabímu Purkartovi, který byl jeho hofmistrem a blízkým rádcem. Ten na Hostinném/Arnau vykonával vrchnostenská práva až do své smrti někdy v letech 1369 nebo 1377.
Od roku 1418 se připomíná jako jediná vrchnost Jan V. Krušina z Lichtenburka. V roce 1423 se postavil na stranu Panské jednoty proti Janu Žižkovi. Ten proto po vítězství nad svými nepřáteli u České Skalice 6. ledna 1424 chtěl město dobýt, musel však odtáhnout s nepořízenou. K velké pohromě pro město Hostinné/Arnau došlo v roce 1610, kdy při požáru byly zničeny budovy kostela, zámku, školy, fary, radnice, pivovaru a spolu s tím i mnohé měšťanské domy. Tehdejší pán a majitel města šlechtic Jan Kryštof z Valdštejna dal velmi rychle obnovit všechny nejdůležitější budovy ve městě a použil k tomu služeb italského stavitele Carlo Valmadiho. Ten se podílel i na vybudování hostinského zámku, tehdy bohatě zdobeného sgrafity.

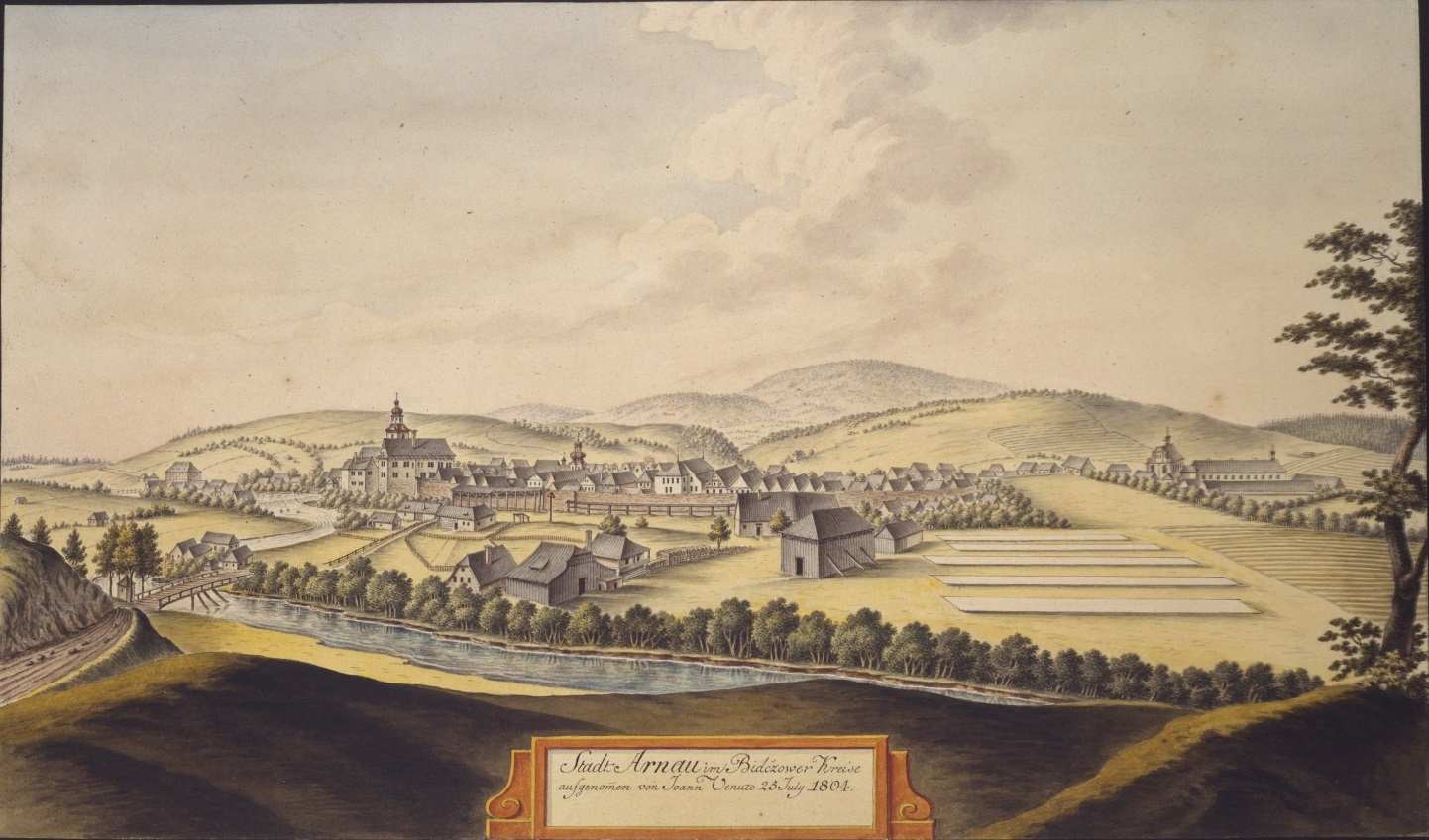
Město Hostinné, kresba Johanna Venuta z roku 1804

V období pobělohorských konfiskací získal Hostinné/Arnau Albrecht z Valdštejna, císařský vojevůdce a úspěšný podnikatel. Za jeho vlády se panství stalo součástí frýdlantského vévodství a to na dobu více než sedmi let.
Po zavraždění Valdštejna získal v roce 1634 Hostinné/Arnau od královské komory plukovník Vilém Lamboy, který rok předtím koupil i Nové Zámky. Vilém založil jezuitskou rezidenci, kterou však pro skrovné ekonomické podmínky mniši roku 1659 opustili. Jeho syn Lambert dal základ k františkánskému klášteru, jenž však byl dobudován až v roce 1677. Jezuitská rezidence se dostala obci, která v ní zřídila školu.
V dalších obdobích se na hostinském panství vystřídala řada českých rodů. K důležité změně došlo však až v roce 1835, kdy byla budova zámku bratry Kieslingovými uzpůsobena pro výrobu papíru. To se stalo prvním impulsem k tomu, aby se Hostinné/Arnau stalo průmyslovým zázemím podhůří Krkonoš.
V roce 1938 bylo převážně německy mluvící město připojeno k nacistickému Německu v rámci Říšské župy Sudety. Po druhé světové válce byla většina původních obyvatel nuceně vysídlena a do města se nastěhovali čeští obyvatelé z vnitrozemí.

## Osobnosti města
Mezi rodáky patří vynálezce hlubotisku a fotograf Karel Klíč (1841–1926), filozof a psycholog František Krejčí (1858–1934), z přírodovědců se proslavili botanik Vincenc Maiwald O.S.B., chemik a vynálezce RNDr. Emil Votoček (1872–1950); z humanitních oborů německý germanista Rudolf Fahrner (1903–1988), německý malíř a spisovatel Gerfried Schellberger (1919–2008); z umělců Carlo Valmadi – architekt a stavitel, nebo malíř a pedagog Vladimír Čeřovský.
Z politiků byli významní Karl Leeder a Carl Julius Eichmann, zakladatel úspěšné papírenské firmy v Hostinném/Arnau, která byla rozšířena za jeho syna o další pobočky, mj. pod vedením Gustava Roedera, a po znárodnění přejmenována na Krkonošské papírny (KRPA)
Negativně se zapsal do historie profesionální podvodník Viktor Lustig (1890–1947), známý jako „Muž, který prodal Eiffelovu věž dvakrát“.

## Demografie
| Rok            | 1900  | 1930  | 1961  | 1970  | 1980  | 1991  | 2001  | 2003  | 2006  | 2012  | 2018  | 2022  |
| Počet obyvatel | 4 193 | 4 502 | 4 249 | 4 229 | 5 016 | 5 181 | 4 886 | 4 795 | 4 773 | 4 643 | 4 379 | 4 265 |

Zdroj: Český statistický úřad

## Pověst o obrech
K sochám obrů umístěným na radnici se váže stará pověst. Obři, z nichž jeden je pekař a jeden řezník, za dávných časů žili v lesích v okolí města. Když dostali hlad, chodívali do města krást jídlo a loupit dobytek. Zastavit je nemohly ani hradby vystavěné kolem celého města. A tak se jednou obyvatelé domluvili, namazali nad večerem hradby smolou a když pak obři hradby přelézali, přilepili se. Lidé nemohoucí obry chytili a na památku je umístili na radnici. Pověst má několik verzí. Postavy na radniční věži jsou ve skutečnosti rytíři, kteří měli chránit městská práva. Na věž byly sochy umístěny v roce 1641. Jejich velikost (sochy měří téměř pět metrů) dala později vzniknout lidové tvořivosti.

## Pamětihodnosti
- Historické jádro města, je městskou památkovou zónou, s čtvercovým náměstím lemovaným podloubími.
  - Na západní straně renesanční radnice s postavami dvou obrů (výška obrů 4,8 m)
  - Barokní morový sloup postavený v roce 1678 jako ochrana města před morem manželkou majitele panství Sibyllou Lamboyovou, na podstavci jsou umístěny sochy sv. Antonína, Jana Nepomuckého Rocha, Františka, Šebestiána a Ignáce, ve výklenku leží socha sv. Rozálie
- Děkanský kostel Nejsvětější Trojice, renesanční stavba z let 1597–1599, architekt Carlo Valmadi, nejstarší architektonická památka města, upravená později františkány
- Fara – renesanční budova z roku 1525 s fasádou zdobenou sgrafity.
- františkánský klášter – raně barokní budova konventu s knihovnou z let 1677–1684. Stavba prošla v letech 2011–2012 rekonstrukcí (nákladem 50 milionů korun), oceněnou jako Stavba roku –za příkladnou rekonstrukci ojedinělého raně barokního objektu se zřetelem k významné roli při rozvíjení historické identity sídla. V dubnu 2012 byla z větší zčásti otevřena veřejnosti, další obnova pokračuje v roce 2019[6]. Areál se stal kulturně-společenským centrem regionu. Je v něm umístěno muzeum, galerie, knihovna, prostory pro zájmovou činnost spolků a neziskových organizací, umělecké školy atd. Klášterní kostel má pozoruhodnou dvoulodní chrámovou loď. Galerie antického umění vystavuje cennou sbírku sádrových odlitků antických soch, většinou z 19. století. Tato expozice je největší a nejcennější kolekcí svého druhu v České republice; a patří ke sbírce Ústavu pro klasickou archeologii Filozofické fakulty Univerzity Karlovy[7]
- Pfefferkornova vila

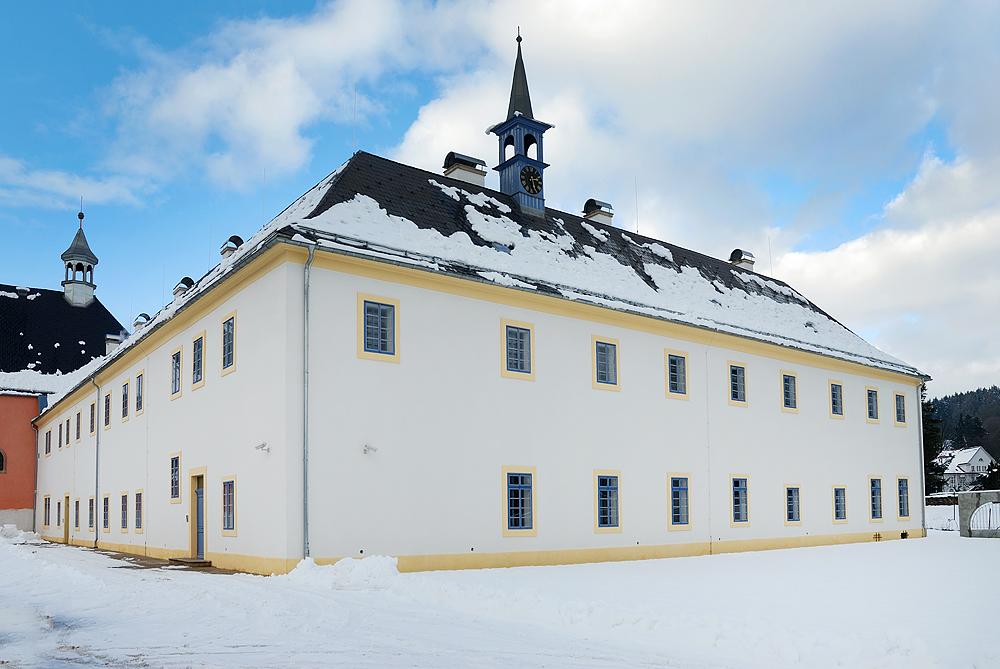
Františkánský klášter
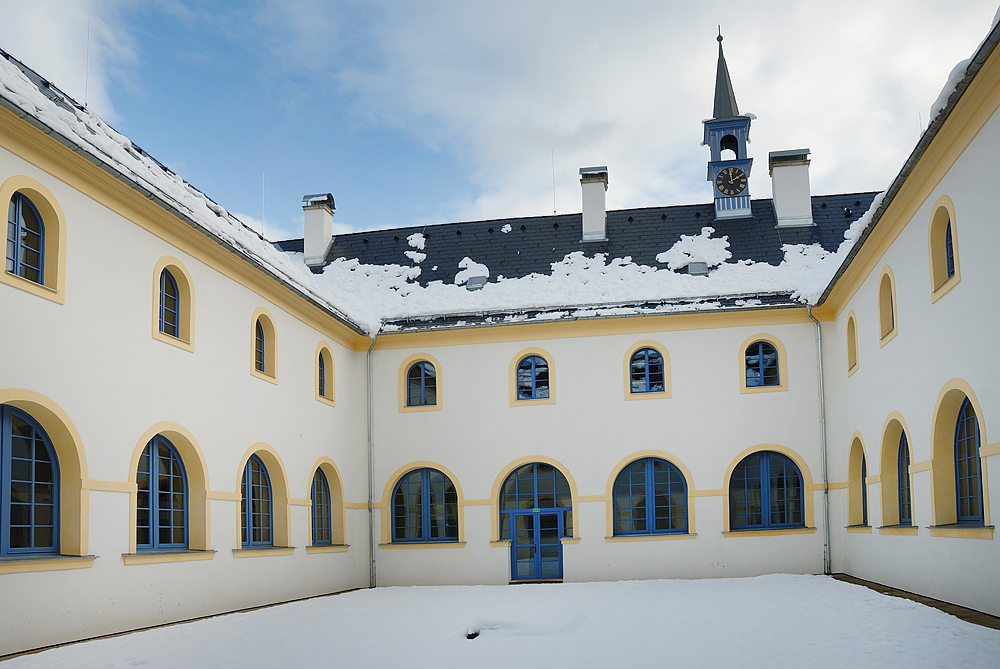
Františkánský klášter
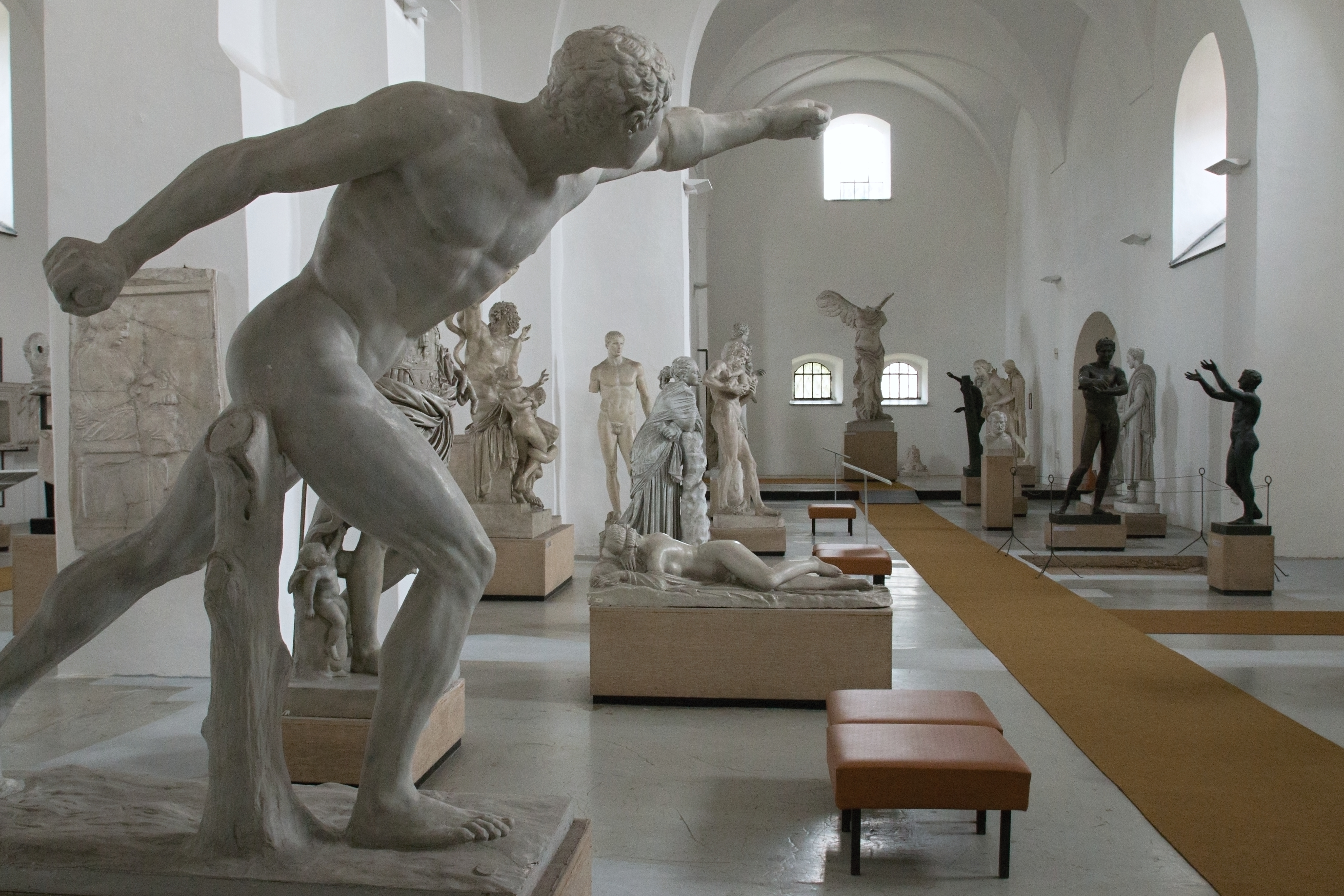
Františkánský kostel – část expozice antického umění
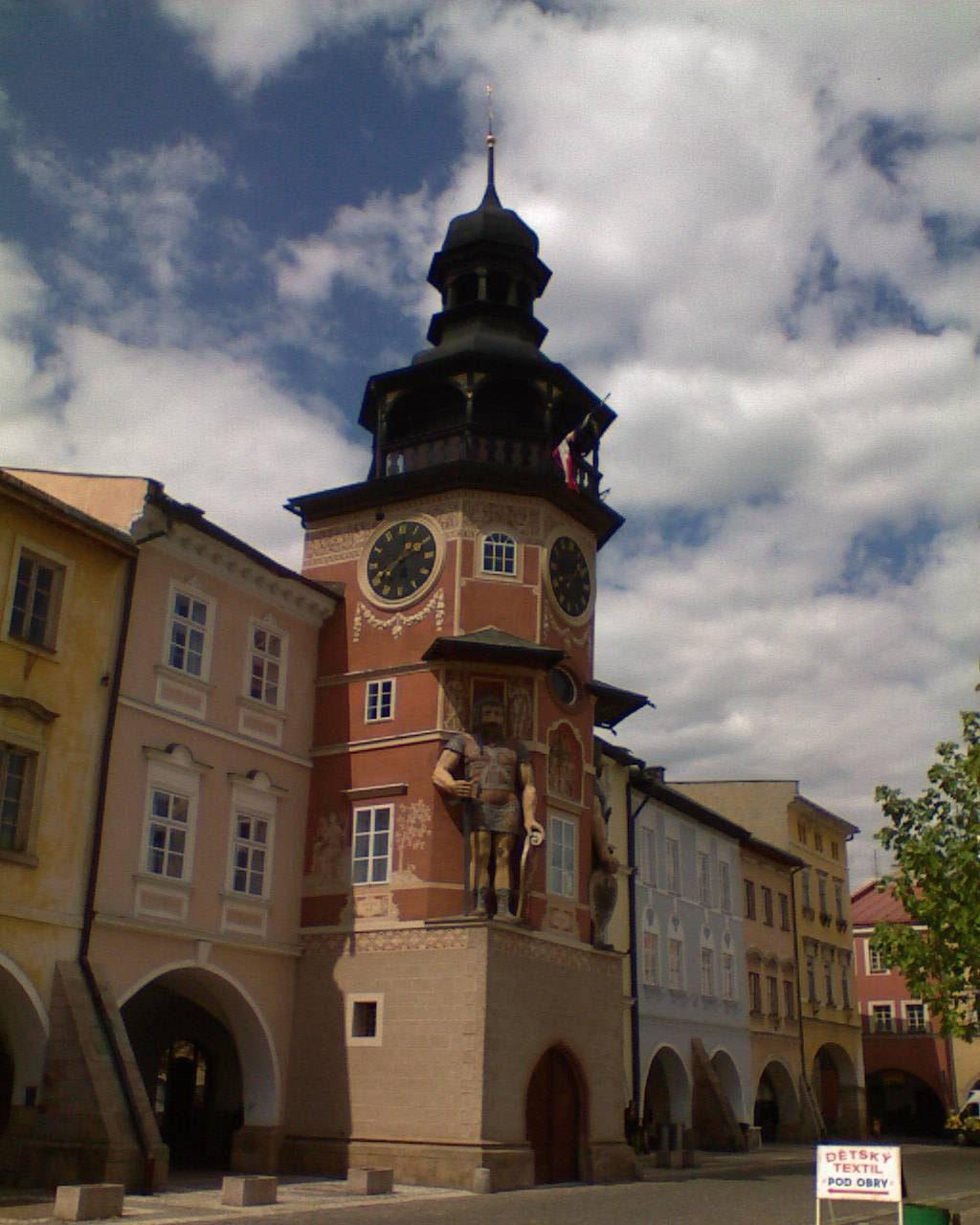
Radnice se sochami obrů

## Služby

### Rehabilitační ústav v Hostinném

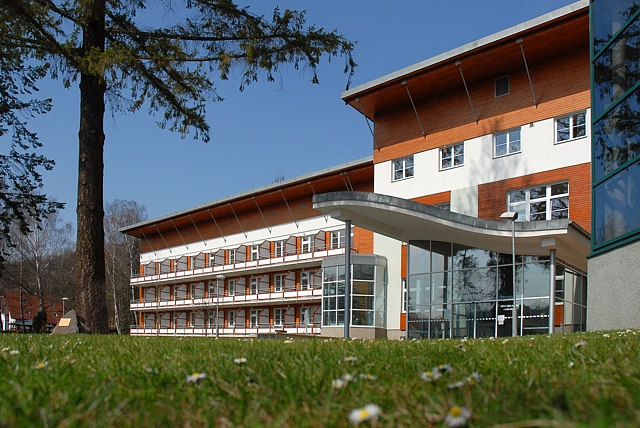
Rehabilitační ústav v Hostinném

V 19. století to byl špitál, potom plicní léčebna a do roku 2003 léčebna dlouhodobě nemocných. V roce 2004 se léčebna transformovala na rehabilitační ústav a nákladem 300 miliónů byl přistavěn moderní pavilón, modernizovány stávající budovy a zařízení bylo vybaveno špičkovou technikou. Stalo se z něho vyhledávané pracoviště pro pacienty po úrazech, náhradách kyčelních a kolenních kloubů či po cévních mozkových příhodách.
Mezi unikátní léčebné procedury patří tzv. hyperbaroxie. Hyperbarická komora slouží ke zlepšení vitality mozku, končetin a míst, která se špatně prokrvují a trpí nedostatkem kyslíku. Princip spočívá v tom, že pacient inhaluje kyslík v přetlaku, odpovídající hloubce vody 14–16 metrů. Za těchto podmínek je kyslík v těle distribuován i bez vazby na červené krvinky a dosahuje se tak zlepšení vitality postižených míst.
Ústav je krajské zařízení a pro Hostinné je jedním z největších zaměstnavatelů, pracuje v něm 140 lidí a jeho kapacita je 159 lůžek.

## Partnerská města
- Bensheim, Německo
- Wojcieszów, Polsko

## Galerie

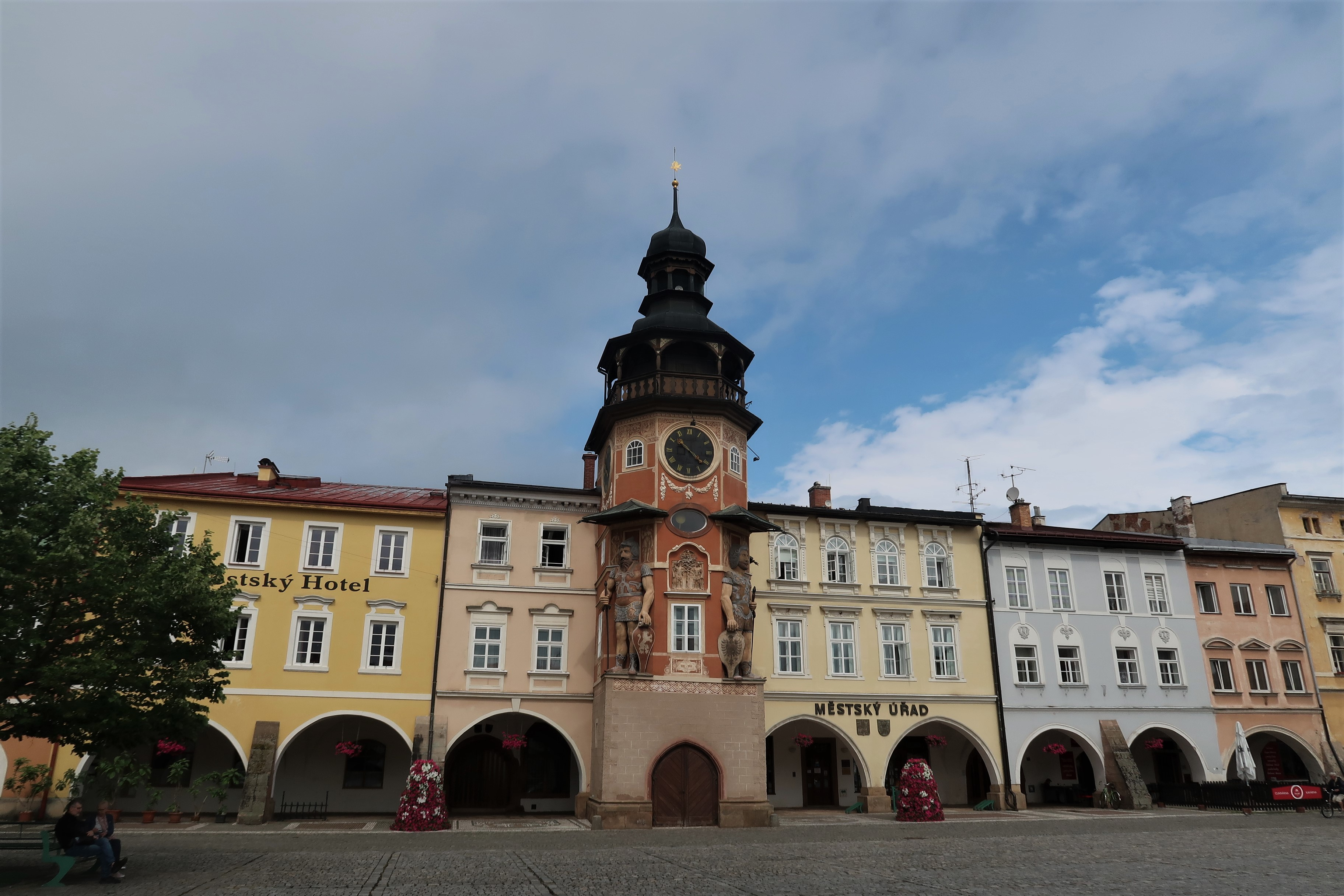
Náměstí s radnicí
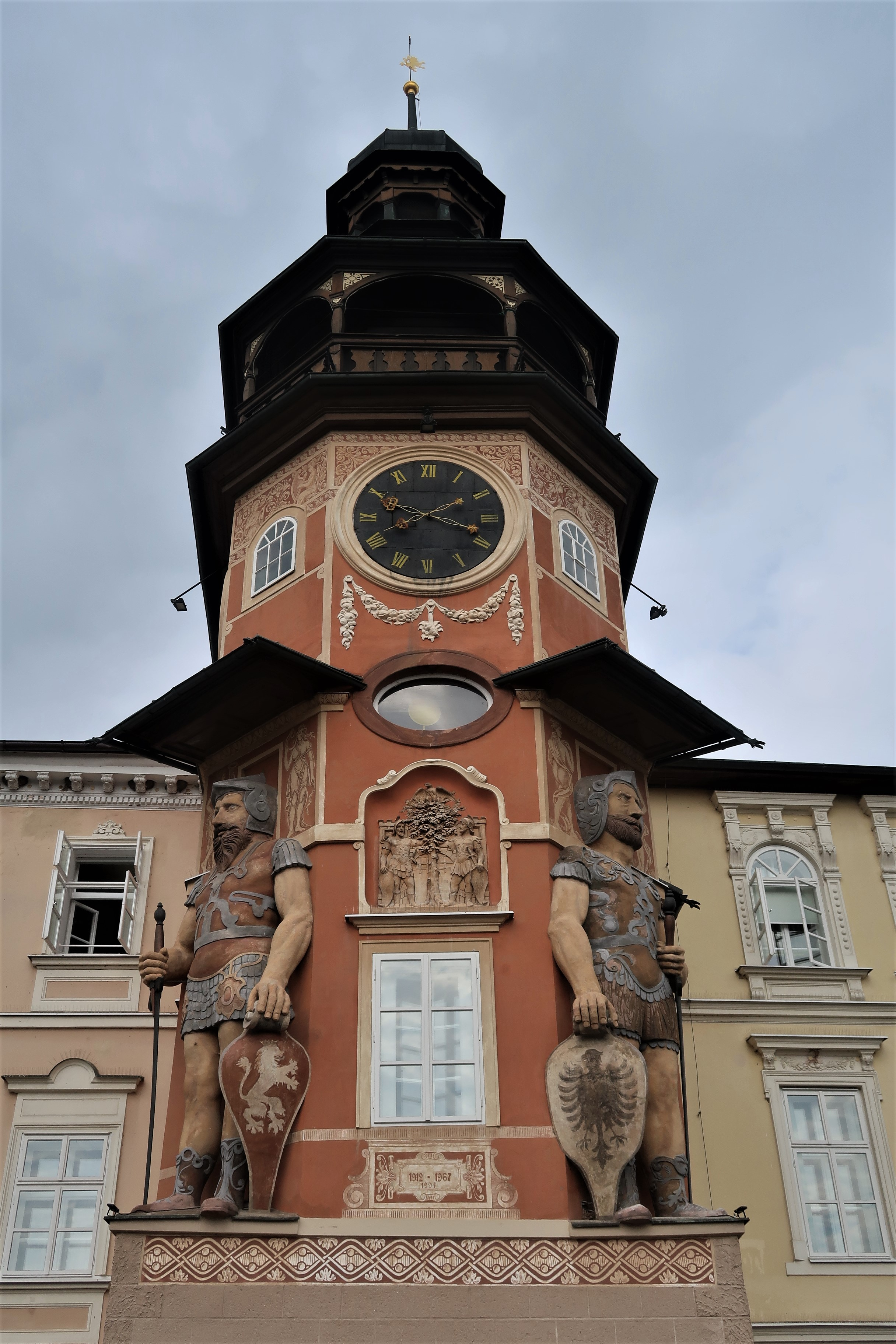
Detail radniční věže se sochami obrů
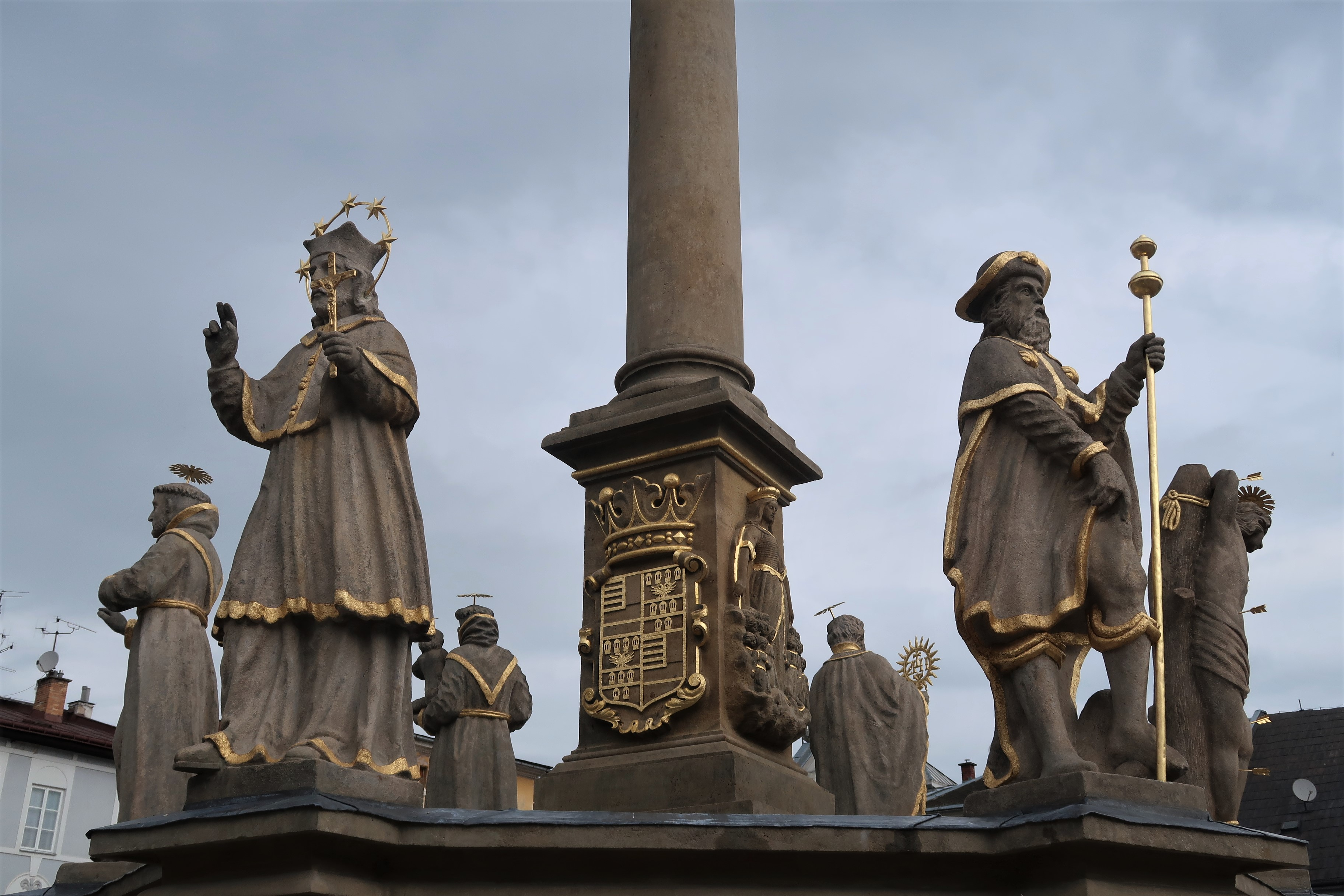
Detail dolní části mariánského sloupu na náměstí
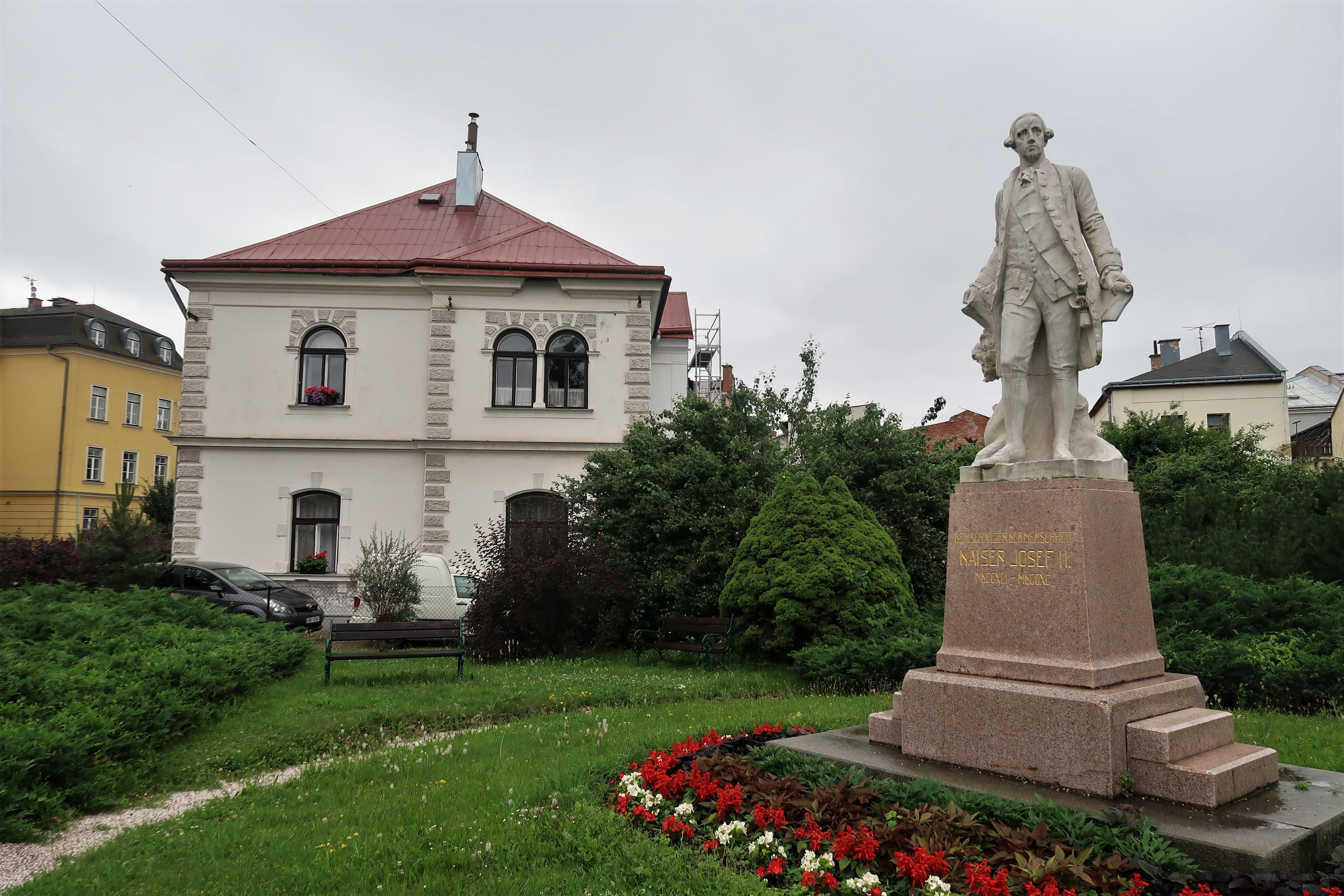
Socha císaře Josefa II. před gymnáziem
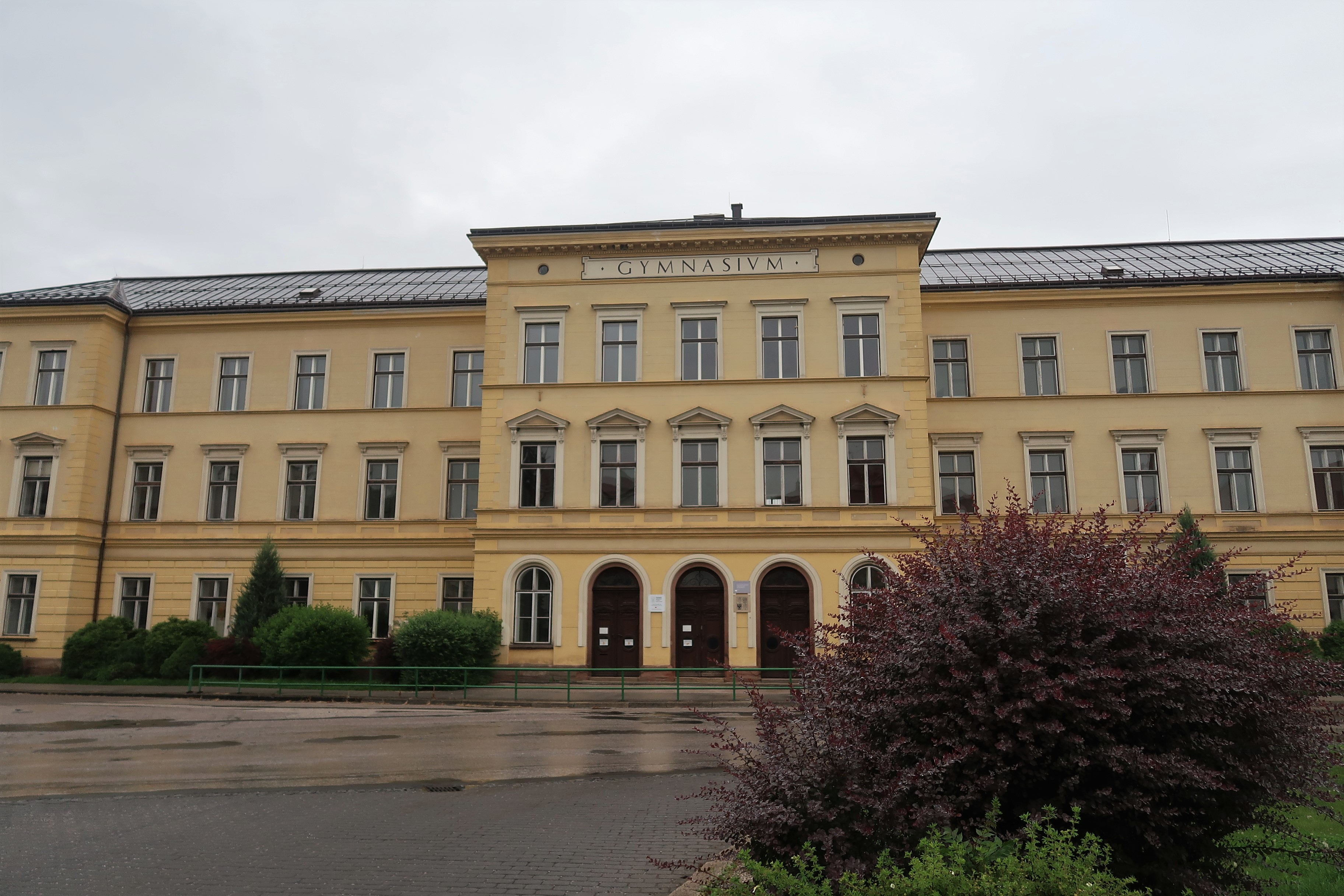
Budova gymnázia z roku 1873
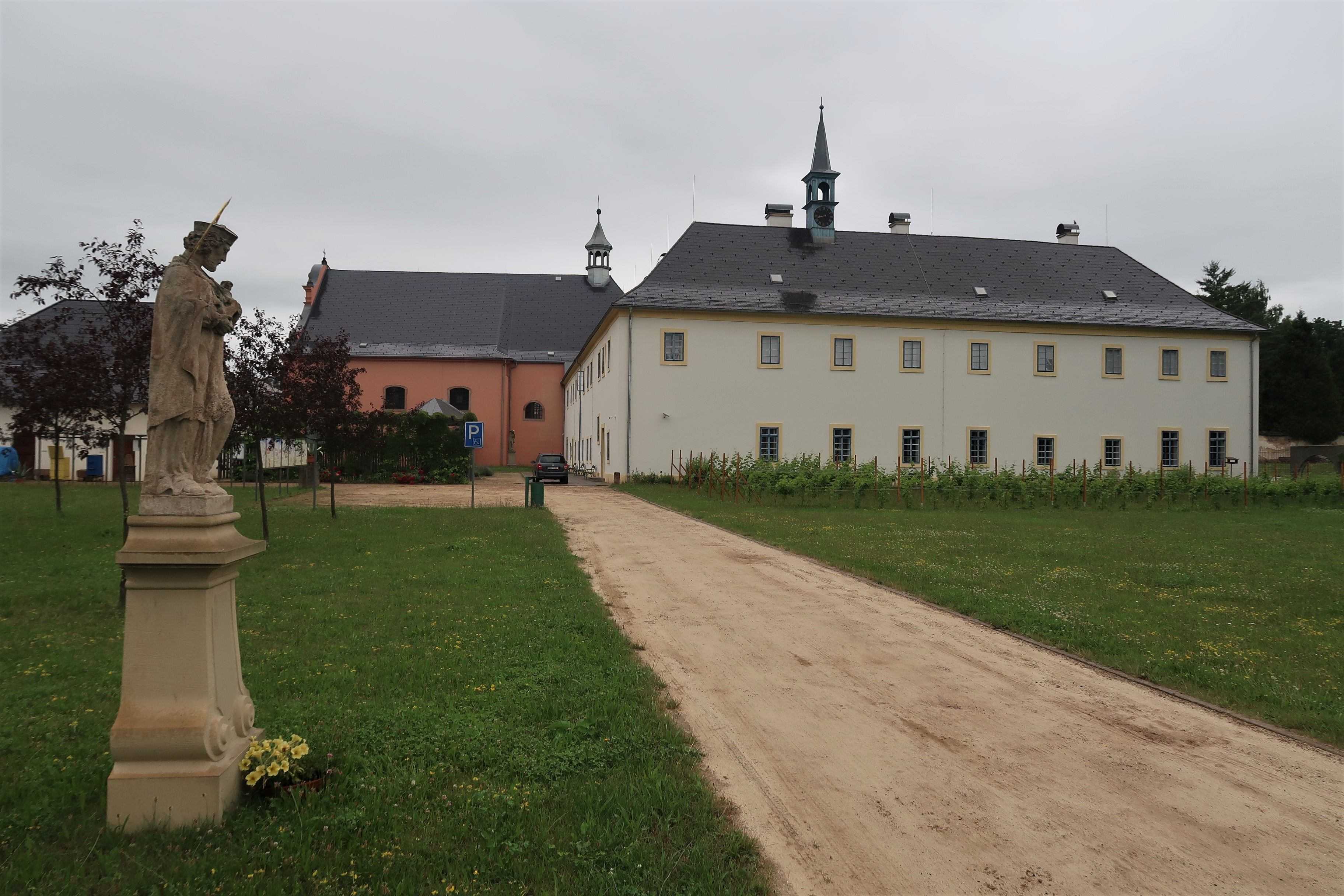
Františkánský klášter s kostelem sv. Františka Serafínského
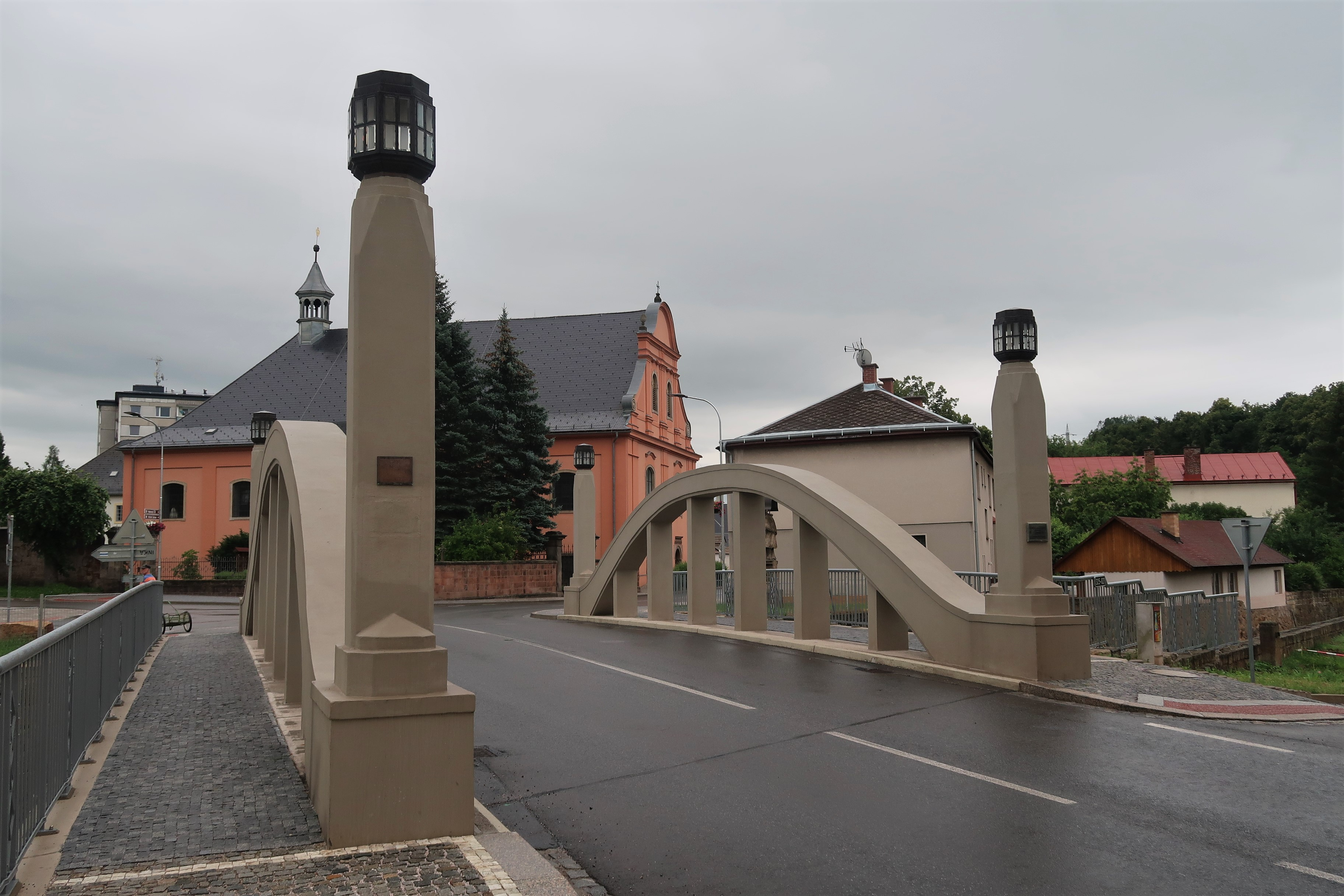
Most z roku 1910 přes potok Čistá
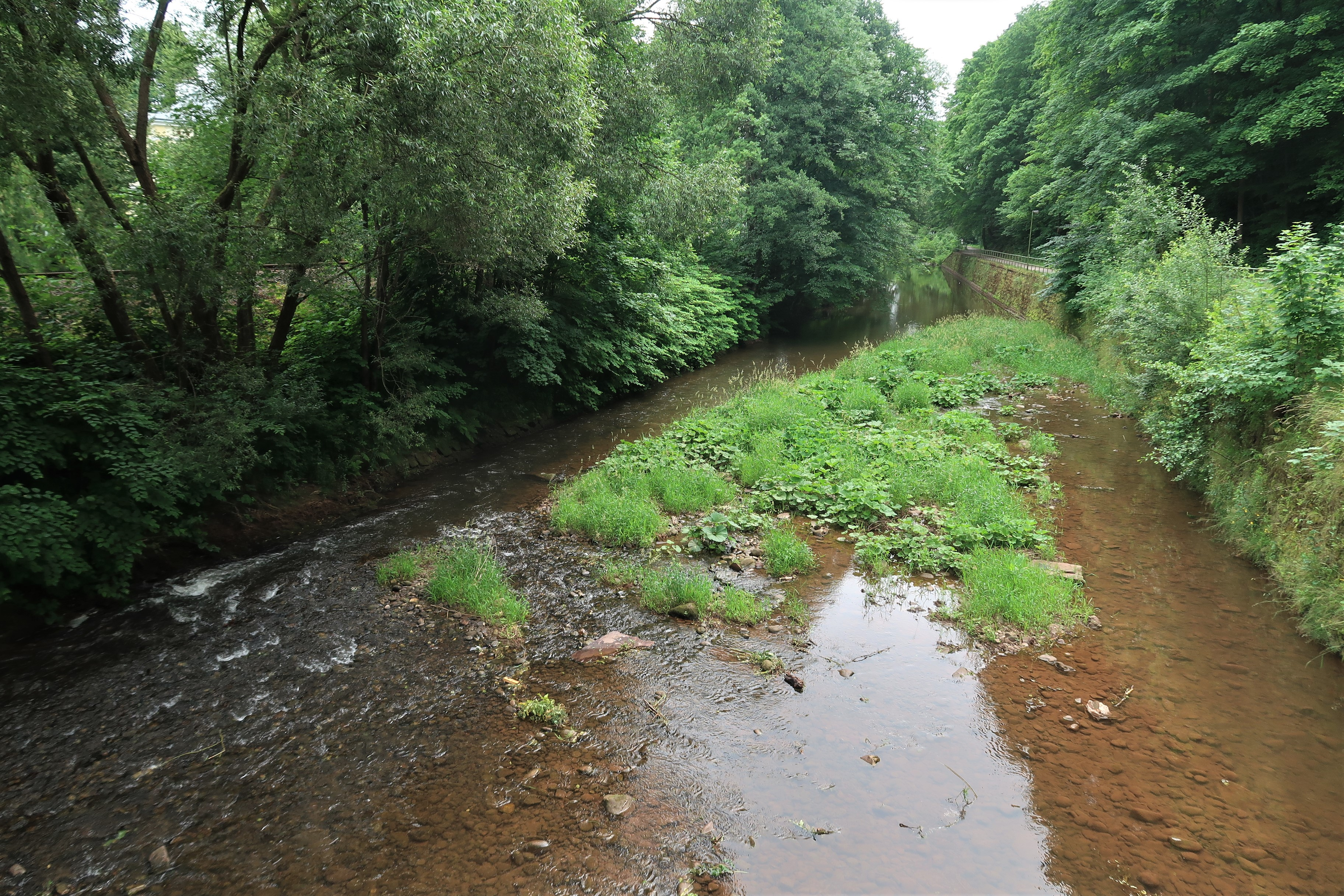
Řeka Labe v Hostinném
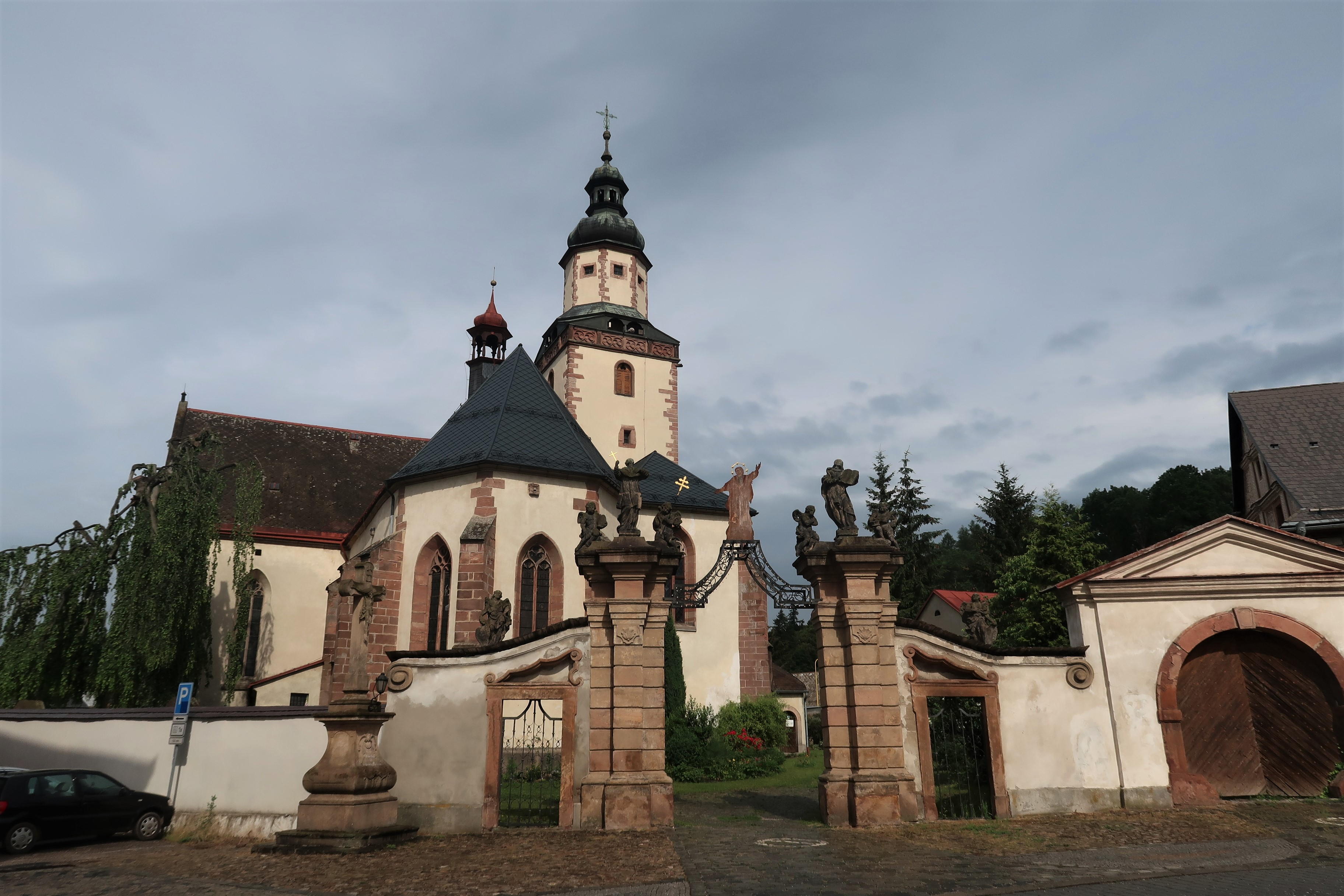
Kostel Nejsvětější Trojice
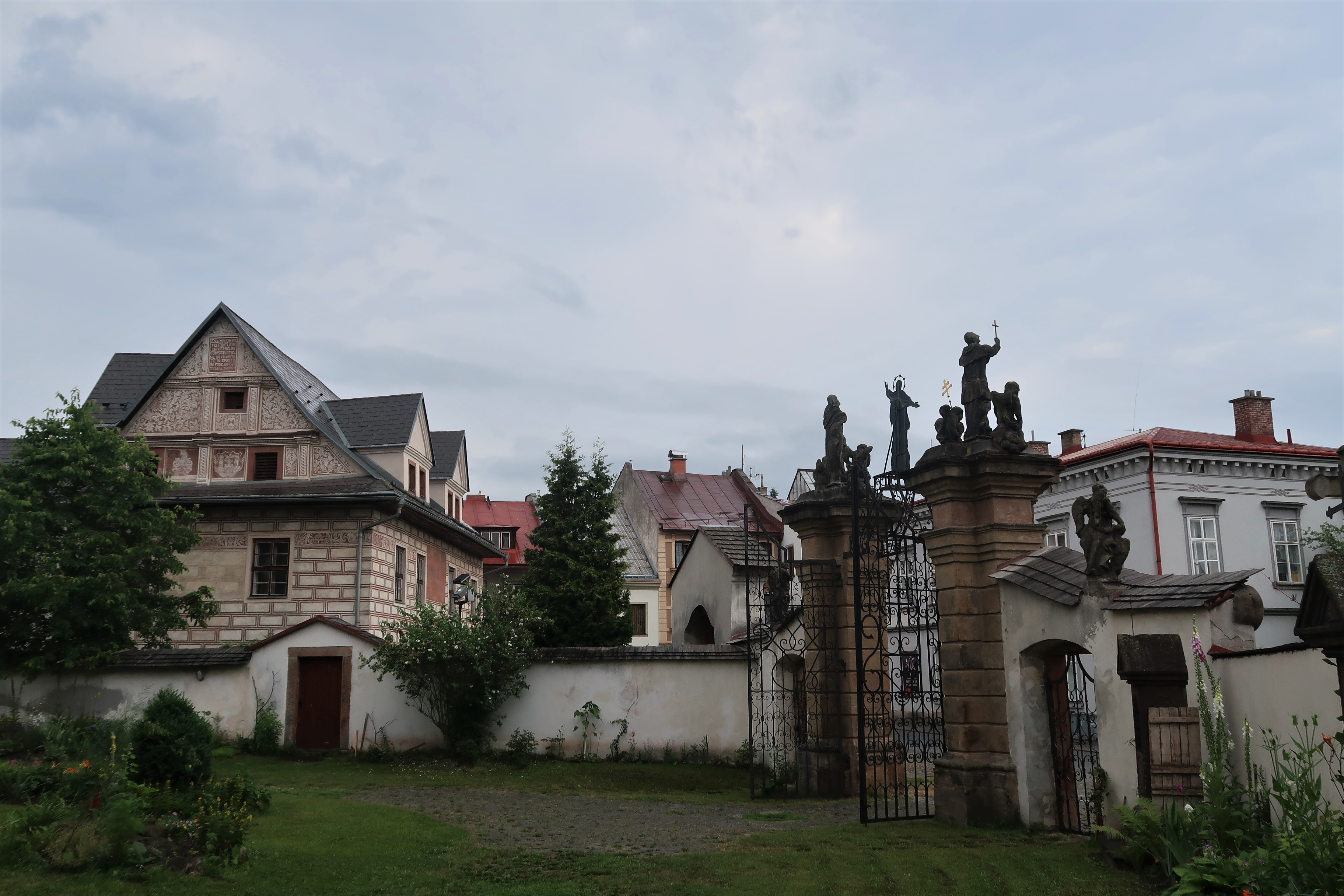
Brána do areálu děkanského kostela Nejsvětější Trojice, vlevo renesanční fara
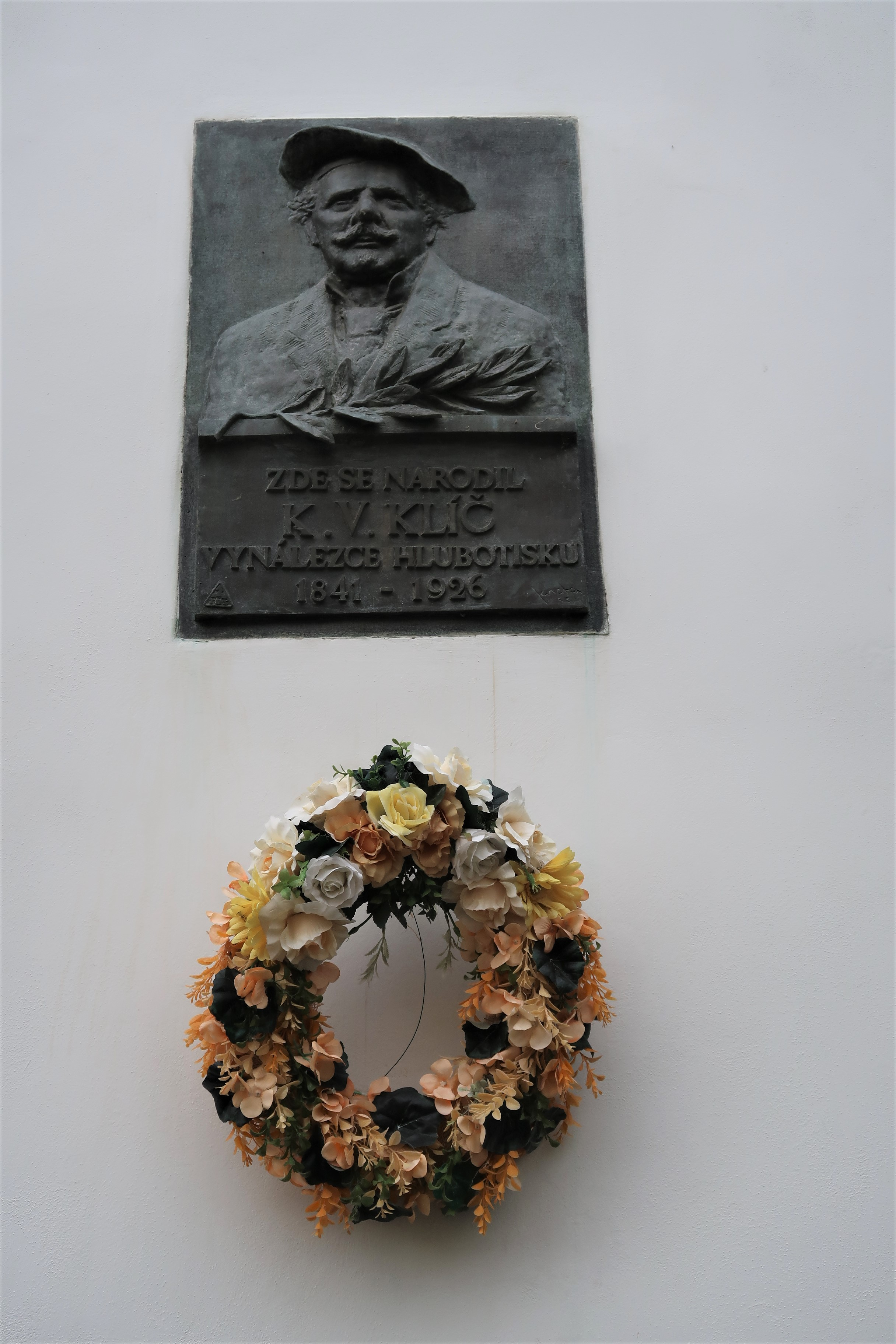
Pamětní deska Karla Klíče na rodném domě v ulici Horní Brána